# Norbert Callens
Norbert Callens (Wakken, Dentergem, Flandes Occidental, 22 de juny de 1924 - Loppem, 12 de març de 2005) va ser un ciclista belga que fou professional entre 1945 i 1952.
En el seu palmarès destaca la Volta a Bèlgica de 1945 i, sobretot, una etapa al Tour de França de 1949, edició en la qual va portar el mallot groc de líder durant una etapa, però una inoportuna caiguda l'obligà a abandonar.

## Palmarès
- 1945
  - 1r de la Volta a Bèlgica
  - 1r de la Copa Marcel Vergeat
- 1949
  - 1r del Circuit de les Ardenes flamenques - Ichtegem
  - Vencedor d'una etapa al Tour de França
- 1950
  - Campió de Bèlgica de clubs
- 1951
  - Campió de Bèlgica de clubs
  - Campió de Flandes Occidental

### Resultats al Tour de França
- 1947. Abandona (15a etapa)
- 1948. Abandona (9a etapa)
- 1949. Abandona (11a etapa). Vencedor d'una etapa i mallot groc durant una etapa